# 丝纹镜蛤
丝纹镜蛤（学名：Dosinia caerulea），是帘蛤目帘蛤科镜蛤属的一种。主要分布于中国大陆，常栖息在水深10-30米的细沙海底。